# Суквомиши
Суквомиши (англ. Suquamish) — индейское племя, проживающее в резервации в штате Вашингтон на западе США.
Относится к прибрежным салишским племенам, говорит на диалекте языка лушуцид, относящегося к салишской языковой семье. Как и многие другие прибрежные индейские народы, суквомиши занимаются рыболовством из местных рек, строят длинные дома для защиты от влажных зим, характерных для регионов к западу от Каскадных гор.
Традиционно жили на западном берегу фьорда Пьюджет-Саунд, от Яблоневой бухты (en:Apple Tree Cove) на севере до Джиг-Харбора на юге, включая несколько островов. Летом суквомиши расселялись по большой территории, зимой собирались на зимовку в зимнее селение около Олд-Мен-Хауза — крупнейший длинный дом на Пьюджет-Саунд.
Первый контакт с европейцами произошёл в 1792 г., когда Джордж Ванкувер исследовал Пьюджет-Саунд и встретился с членами племени, среди которых, возможно, были Швеабе (en:Schweabe) и вождь Кицап. Более регулярные контакты с европейцами начались после основания торговых точек на Пьюджет-Саунде и на Проливе Джорджии в начале XIX века.
После основания в 1853 г. Территории Вашингтон правительство США начало подписывать договоры с местными племенами с целью скупки их земель. Суквомиши уступили большинство земель США по договору Пойнт-Эллиотт от 22 января 1855 г. Они смогли сохранить часть земель, где сейчас находится резервация Порт-Мадисон.
Хотя суквомиши жили в отдельных деревнях, у них был признанный центр на Пьюджет-Саунд. Как минимум два человека имели репутацию признанных лидеров племени. Одним из них был Кицап, который возглавил коалицию племён Пьюджет-Саунда против племён ковичан (en:Cowichan Tribes) около 1825 г. Вторым был вождь Сиэтл, сын Швеабе, который был искусным оратором и миротворцем в неспокойные времена XIX века и умело поддерживал хорошие отношения с белыми. Хотя в историографии обоих называют «вождями», формально в племени не было такого титула.